# Ultima I: The First Age of Darkness
Ultima I: The First Age of Darkness (з англ. Ультима 1: перша доба темряви) — комп'ютерна гра серії рольових ігор Ультима створена у 1980 та випущена у 1981 році для комп'ютера Apple II Річардом Ґерріотом.